# كارين موريرا
كارين موريرا (بالإسبانية: Karen Moreira)‏ (28 أغسطس 1987 بإسبانيا - ) هي لاعبة كرة قدم إسبانية في مركز الوسط. لعبت مع FVPR El Olivo ‏.